# Allaoua Amara
Allaoua Amara (en arabe : عمارة علاوة) né en 1975 à Béni Hamidan, est un historien et professeur algérien. Spécialiste dans l'histoire du Maghreb et de l'islam médiéval, il est titulaire d’un doctorat en histoire obtenu à l’Université Paris 1 Panthéon-Sorbonne. Il enseigne à l’Université Emir Abdelkader de Constantine et collabore avec plusieurs institutions de recherche, notamment le CNRPAH, CNRA en Algérie et le CNRS en France. 
Il a publié plusieurs articles dans des revues internationales, ainsi que divers ouvrages couvrant l'histoire médiévale islamique, l'histoire algériennes et l'histoire de guerre d'Algérie, en plus d'autres travaux liés à la traduction et à la recherche.

## Biographie
Allaoua Amara est né en 1975 à Béni Hamidan en Algérie. Après des études secondaires dans cette ville, il a intégré l'Université de Constantine en 1991, où il a étudié l'histoire. Premier de sa promotion, il a obtenu une bourse pour poursuivre ses études en France.
En 1997, il a décroché un diplôme d'études approfondies (DEA) à l’Université de Poitiers, sous la direction de Jean-Pierre Arrignon, spécialiste de l'histoire du monde slave médiéval. Par la suite, il a poursuivi son doctorat à l’Université Paris 1 Panthéon-Sorbonne, où il a travaillé sous la supervision de Françoise Micheau, spécialiste de l’histoire islamique médiévale. Il a été le premier doctorant à mener un projet de recherche sous sa direction, soutenant sa thèse en 2002 sur le thème : Le pouvoir, l'économie et la société dans le Maghreb hammadide .
En 2020, Allaoua Amara, en collaboration avec Riad Cherouana, publie un ouvrage inédit consacré à Malek Bennabi. Ce livre s’appuie sur plus de 200 documents d’archives, comprenant des lettres manuscrites, des articles de presse et des rapports administratifs et militaires français. Ces archives permettent de mieux comprendre les activités de Bennabi en Algérie, en France et en Allemagne,. Publié initialement par Dar Al-Houda en Algérie, l’ouvrage connaît un succès qui conduit à une seconde édition chez Dar Al-Fikr à Beyrouth. 
En 2023, il coécrit un autre ouvrage avec Riad Cherouana consacré à Abdeslam Ben Badis, militant du FLN mort en 1960 sur la ligne électrifiée Challe. Cet ouvrage s’appuie sur des documents inédits issus des archives françaises et met en lumière le rôle historique de Ben Badis. Publié à l’occasion du centenaire de la naissance de ce militant,.
Actuellement, Allaoua Amara est professeur d’histoire à l’Université Emir Abdelkader de Constantine. Bien qu’il ait reçu des offres pour travailler en France et dans les pays du Golfe, il a choisi de rester en Algérie, pour des considérations familiales.

## Publications

### Ouvrages
- (ar) Allaoua Amara et Fares Kaouane, Tuḥfat al-i‘tibār fīmā wuğida min al-āṯār fī madīnat al-ğidār, édition critique et étude d’un corpus des inscriptions arabes de Tlemcen, Aïn M’lila, Dār al-hudā, 2021
- (ar) Allaoua Amara et Mouloud Aouimeur, Un demi-siècle de recherches historiques dans l’université algérienne (1962-2012), Constantine, Publications de la Faculté des lettres et civilisation islamique, 2013
- L’histoire de l’Algérie dans la recherche universitaire en France (1968-2008), Constantine, Publications de la faculté des lettres et sciences humaines, 2010, 78 p.

### Articles
- Islamisation et arabisation de l’Occident musulman médiéval (viie-xiie siècle), Éditions de la Sorbonne, coll. « Bibliothèque historique des pays d’Islam », 2011 (ISBN 978-2-85944-873-8, lire en ligne)

- « Tlemcen et les deux sièges mérinides (698-737/1299-1337) », Annales islamologiques,‎ 2021, p. 255-274 (lire en ligne  [PDF])

- « Alger, de la fondation ziride à la capitale régionale (Xe-XVe siècle) », Hesperis-Tamuda,‎ 2021, p. 115-137 (lire en ligne  [PDF])
- « L’abrégé de Dībāǧat al-iftiḫār : un texte du IXe/XVe siècle récemment édité relatif aux saints de la vallée du Chélif (Maghreb central) à la fin du Moyen Âge », Arabica,‎ 2020, p. 306-313 (lire en ligne  [PDF])
- Allaoua Amara, « Malfante l'Africain. Relire la “ Lettre du Touat ” (1447) », Bulletin critique des annales islamologiques, no 39,‎ 2025, p. 225–226 (DOI 10.4000/13v5e, lire en ligne, consulté le 5 juin 2025)

## Prix
- 2014 : Prix de la traduction du Haut commissariat de la langue arabe (Présidence de la République Algérienne).